# Neurocolpus knighti
Neurocolpus knighti är en insektsart som beskrevs av Henry 1984. Neurocolpus knighti ingår i släktet Neurocolpus och familjen ängsskinnbaggar. Inga underarter finns listade i Catalogue of Life.